# Dương Ngọc Long
Dương Ngọc Long là một chính khách tại Việt Nam. Ông từng là Chủ tịch Ủy ban nhân dân tỉnh Thái Nguyên (2011-2015) và Phó Bí thư Tỉnh ủy Thái Nguyên.

## Tiểu sử
Ông Dương Quốc Long nguyên quán tại Yên Dũng, Bắc Giang. Ông là người dân tộc Kinh và là Đảng viên Đảng Cộng sản Việt Nam từ ngày 23/10/1982.
Nhà riêng của ông ở tại Tổ 11, phường Phan Đình Phùng, thành phố Thái Nguyên.

## Giáo dục
Ông có trình độ Cử nhân chuyên ngành Tài chính-Kế toán và Cử nhân lí luận chính trị.

## Sự nghiệp
Ông được bầu vào Ban Chấp hành Đảng bộ tỉnh Thái Nguyên khóa XVII (2005-2010). Năm 2010 ông đã được bầu vào Ban chấp hành Đảng bộ tỉnh Thái Nguyên khóa XVIII (2010-2015) và giữ chức vụ Bí thư Thành ủy thành phố Thái Nguyên. Hiện ông vẫn được giao nhiệm vụ phụ trách thành phố Thái Nguyên.
Tháng 12 năm 2015, ông Bùi Thanh Hải, Chánh Văn phòng UBND tỉnh Thái Nguyên đã đọc quyết định của Thủ tướng Chính phủ phê chuẩn việc miễn nhiệm chức vụ Chủ tịch UBND tỉnh Thái Nguyên nhiệm kỳ 2011-2016 đối với ông Dương Ngọc Long để nghỉ công tác chờ đủ tuổi nghỉ hưu theo Nghị định số 26/2015/NĐ-CP của Chính phủ, phê chuẩn kết quả bầu chức vụ Chủ tịch UBND tỉnh Thái Nguyên nhiệm kỳ 2011-2016 đối với ông Vũ Hồng Bắc.